# RTÉ Cór na nÓg
RTÉ Cór na nÓg (în română Corul copiilor RTÉ) este un cor irlandez de copii. Corul face parte din  RTÉ Performing Groups.

## Istorie
Corul a fost înființat în 1985 de către directorul coral RTÉ Colin Mawby. În anul 2018, grupul avea 62 de membri, aceștia având vârste cuprinse între 10 și 15 ani. Grupul a cântat în locuri precum National Concert Hall, National Gallery of Ireland, Catedrala Biserica lui Hristos din Dublin și 3Arena. Uneori, spectacolele sunt realizate cu RTÉ National Symphony Orchestra și cu RTÉ Concert Orchestra. Corul a avut apariții și la RTÉ Television și RTÉ Radio. Corul a apărut anterior la programele religioase de pe RTÉ One. Înregistrări au inclus Ultima Rerum a lui Gerard Victory, Faith of Our Fathers, Scenes of an Irish Christmas și un CD de Crăciun produs pentru RTÉ lyric fm și RTÉ Guide în 2005.{nc}
Corul a cântat, de asemenea, la Festivalul Internațional de Orgă din Dublin, în diverse producții ale Operei Iralandeze, Cenușăreasa a Opera Theatre Company și Spărgătorul de nuci de la Russian State Ballet. În anul 2007 grupul a avut 9 apariții publice, inclusiv la Castelul Dublin pentru EBU Radio Assembly [4] și Simfonia Nr. 8 de Gustav Mahler pe National Basketball Arena.
Corul a primit recenzii pozitive din partea mai multor publicații.
Corul este finanțat parțial prin venituri obținute din taxa de TV plătită de telespectatorii din Irlanda.